# Cusco (Band)
Cusco war ein deutsches Musikprojekt aus Weilheim, das 1979 gegründet wurde.
Es bestand hauptsächlich aus dem Komponisten, Keyboarder und Produzenten Kristian Schultze sowie Sänger, Texter, Komponisten und Produzenten Michael Holm. Schultze war Keyboarder in Klaus Doldingers Jazzrock-Projekt Passport und Holm in den Siebzigern bekannter Schlagersänger.
Cuscos Stil kann am ehesten als instrumentales New Age bezeichnet werden. Wie schon die Namen verraten, handelt es sich um Konzeptalben mit Themen um fremde Länder und Kulturen sowie Inseln und Wasserwelten. „Alcatraz“ und „Galapagos“ von „Desert Island“ gehören zu den bekanntesten Stücken. Die Musik ist geprägt von eingängigen Melodien und Panflötenklang.
Die größten Erfolge feierte Cusco in Japan, Südkorea und den USA, weltweit wurden mehrere Millionen Alben verkauft.
1992 komponierte Cusco die Musik zur 20-teiligen TV-Serie „Sielmann 2000“.
Das Projekt war dreimal für den Grammy nominiert, zuletzt 2004 in der Kategorie Best New Age Album.

## Diskografie

### Studioalben
- Desert Island (1980)
- Cusco II (1981)
- Cool Islands (1982)
- Planet Voyage (1982)
- Virgin Islands (1983)
- Island Cruise (1984)
- Apurimac (1985; weltweit 1988)
- Concierto de Aranjuez (1986)
- Tales from a Distant Land (1987)
- Mystic Island (1989)
- Ring der Delphine (1989)
- Water Stories (1990)
- Sielmann 2000 (Soundtrack) (1991)
- Cusco 2000 (1992)
- Cusco 2002 (1993)
- Australia (1993)
- Apurimac II: Return to Ancient America (1994)
- A Choral Christmas (1995)
- Ring of the Dolphin (1996)
- Apurimac III: Nature - Spirit - Pride (1997)
- Ancient Journeys: A Vision of the New World (2000)
- Inner Journeys: Myth + Legends (2003)

### Zusammenstellungen
- The Magic Sound of Cusco (1988)
- The Best of Cusco (1997)
- Best of Cusco: Dreams & Fantasies (1998)
- The Early Best of Cusco (1999)
- Essential Cusco: The Journey (2005)
- The Best of Cusco (Ales) (2008)
- The Ultimate Cusco Retrospective (2012)